# Пію іржастокрилий
Пію іржастокрилий (Synallaxis hellmayri) — вид горобцеподібних птахів родини горнерових (Furnariidae). Ендемік Бразилії. Раніше вважався єдиним представником монотипового роду Іржастокрилий пію Gyalophylax, однак за результатами молекулярно-генетичного дослідження був переведений до роду Пію (Synallaxis). Вид названий на честь австрійського орнітолога Карла Едуарда Геллмайра.

## Опис
Довжина птаха становить 18-19 см, вага 25-26 г. Забарвлення переважно коричнювато-сіре, на горлі велика чорна пляма, живіт світліший, охристий. Крила темно-бурі, покривні пера крил контрастні, рудувато-кашатнові. Хвіст довгий, чорнуватий. Хвіст чорнуватий, довгий і східчастий. Очі оранжево-жовті. Дзьоб відносно великий, міцний.

## Поширення і екологія
Іражастокрилі пію поширені на сході Бразилії, від північного сходу Піауї, заходу Пернамбуку, півночі Баїї до крайньої півночі Мінас-Жерайсу. Вони живуть в сухих саванах і чагарникових заростях каатинги, зустрічаються на висоті від 200 до 400 м над рівнем моря. Живляться безхребетними, яких шукають в опалому листі. Гнізда великі, кулеподібні з трубкоподібним входом. Вхід до гнізда покритий колючками кактусів, зокрема Pilosocereus gounellei, що ускладнює проникнення до нього хижаків. Всереднині гніздо встелюється рослинними волокнами. В кладці 2-3 блискучих, зеленуватих яйця. Насиджують кладку і логлядають за пташенятами і самиці, і самці.